# Peyrouzet
Peyrouzet é uma comuna francesa na região administrativa de Occitânia, no departamento de Alta Garona. Estende-se por uma área de 4,88 km². Em 2010 a comuna tinha 85 habitantes (densidade: 17,4 hab./km²).